# جنيفر يونغ
جنيفر يونغ (بالإنجليزية: Jennifer Young)‏ هي مصورة وكاتبة سيناريو ومنتجة أفلام ومخرجة أمريكية، ولدت في 21 أغسطس 1969 في سينسيناتي في الولايات المتحدة.

## وصلات خارجية
- الموقع الرسمي
- جنيفر يونغ على موقع IMDb (الإنجليزية)
- جنيفر يونغ على موقع ألو سيني (الفرنسية)
- جنيفر يونغ على موقع ميوزك برينز (الإنجليزية)
- جنيفر يونغ على موقع أول موفي (الإنجليزية)
- جنيفر يونغ على موقع كينوبويسك (الروسية)